# Ratingen
Ratingen – miasto w Niemczech, w kraju związkowym Nadrenia Północna-Westfalia, w rejencji Düsseldorf, w powiecie Mettmann. W 2010 liczyło 91 088 mieszkańców.
W mieście rozwinął się przemysł elektroniczny, metalowy, ceramiczny oraz maszynowy. Znajduje się tutaj Muzeum Ziemi Górnośląskiej (Oberschlesisches Landesmuseum).
W Ratingen funkcjonuje kościół i klasztor ojców franciszkanów konwentualnych, należący do Prowincji św. Antoniego z Padwy i bł. Jakuba Strzemię Zakonu Braci Mniejszych Konwentualnych w Krakowie.

## Współpraca
Miejscowości partnerskie:
- Beelitz, Brandenburgia
- Blyth Valley, Wielka Brytania
- Gagarin, Rosja
- Kokkola, Finlandia
- Le Quesnoy, Francja
- Maubeuge, Francja
- Vermillion, Stany Zjednoczone
- Wuxi, Chiny